# Raja Hindustani
Pour plus de détails, voir Fiche technique et Distribution.
Raja Hindustani (hindi : राजा हिंदुस्तानी) est un film indien réalisé par Dharmesh Darshan, sorti en 1996.

## Synopsis
Aarti (Karisma Kapoor), dont la mère est morte, vit avec son père bien-aimé (Suresh Oberoi) et son antipathique belle-mère Shalini (Archana Puran Singh) qui complote avec son frère pour récupérer l'héritage familial. Ils habitent une somptueuse maison à Bombay, sont richissimes, occidentalisés et peu regardants sur les « vraies » valeurs. Un univers de faste et d'abondance où seul le paraître et les mondanités sont de mise. Aarti désire un jour se rendre à Palankhet, le village où se sont connus ses parents... Elle s'y rend accompagnée de ses deux employées de maison (pour ne pas dire servantes)... vraiment particulières ! Un jeune chauffeur de taxi bourru, au cœur tendre, indépendant et accessoirement excellent chanteur, Raja Hindustani (Aamir Khan), les accompagne. Il s'est ainsi nommé parce qu'il est son propre maître, Raja, et Hindustani-Indien, car il ne se revendique d'aucune ethnie particulière (hindoue, musulmane, etc.). Raja est aussi un grand timide à cheval sur les principes... Le voyage dure un jour et il est convenu de faire un arrêt de nuit dans un hôtel. Mais les deux « drôles de dames » qui les accompagnent ont oublié de valider leur réservation, et Raja propose gentiment de les héberger.
Dans le village de Raja, Aarti fait la connaissance de la modeste famille, traditionnelle, simple, chaleureuse et accueillante... bien loin de l'opulence qu'elle a toujours connue... Aarti et Raja développent une profonde attirance l'un pour l'autre, et bien que venant de contextes socio-économiques très éloignés, elle, riche et cultivée, lui, pauvre et plutôt fruste, ils décident de s'unir après un chaste baiser volé ! Mais le père d'Aarti émet des conditions à ce mariage compte tenu de le statut social modeste de Raja : être un gendre obéissant, résider à proximité et apprendre les usages de leur société. La fierté et l'honneur de Raja le font refuser. Lui et Aarti se marient donc sans la bénédiction du père de celle-ci. Malgré cela le père d'Aarti revient et lui offre en cadeau de mariage une charmante maison. Mais, là encore, la dignité de Raja le fait sortir de ses gonds et il refuse toute « charité ». Des quiproquos dus à leur différence de mentalités et de milieux commencent à apparaître, alors qu'en trame de fond la belle-mère complote plus que jamais pour briser le couple...

## Fiche technique
- Titre : Raja Hindustani
- Réalisation : Dharmesh Darshan
- Scénario : Dharmesh Darshan
- Production : Ali Morani, Karim Morani et Bunty Soorma
- Musique : Nadeem-Shravan
- Pays d'origine : Inde
- Langues : Hindi
- Format : Couleurs
- Genre : Comédie dramatique, comédie romantique, action et film musical
- Durée : 174 min
- Dates de sortie : 15 novembre 1996

## Distribution
- Aamir Khan : Raja Hindustani
- Karisma Kapoor : Aarti Sehgal
- Suresh Oberoi : Mr. Sehgal
- Johnny Lever : Balvant Singh
- Navneet Nishan : Kamal Singh

## Musique
La bande originale comporte six  chansons dont la musique a été  composée par Nadeem-Shravan et dont les paroles ont été écrites par Sameer, la musique du film a été un succès elle est devenue particulièrement populaire en Europe centrale et dans les États orientaux de l'Inde.
| Titre                     | Interprète(s)                            |
| ------------------------- | ---------------------------------------- |
| Aaye Ho Meri Zindagi Mein | Udit Narayan                             |
| Tere Ishq Main            | Kumar Sanu, Alisha Chinai                |
| Kitna Pyaara Tuhje        | Udit Narayan, Alka Yagnik                |
| Pardesi Pardesi I         | Alka Yagnik, Udit Narayan, Sapna Awasthi |
| Pardesi Pardesi II        | Suresh Wadekar                           |
| Puchho Zara Puchho        | Alka Yagnik, Kumar Sanu                  |

## Box Office
Le film a rencontré un grand succès avec plus de 2 077 800 000 de roupies indiennes au box office, il est le plus grand succès de l'année 1996 Karishma Kapoor et Aamir Khan accèdent au statut de superstars nationales.
Le film est de surcroît considéré comme étant l'un des plus gros succès commerciaux de l'industrie de Bollywood. Au cours des années 90, aucun film n'a pu  surpasser les recettes de Raja Hindustani. Il faudra attendre 2009 et le film 3 Idiots qui atteindra les 2 695 000 000 de roupies et Bodyguard en 2011 qui atteindra 2 270 000 000 de roupies.